# Harbin SH-5
Harbin SH-5 — китайский многоцелевой самолёт-амфибия.
Предназначен для патрульных и поисковых операций в открытом море, для поиска подводных лодок, постановки минных заграждений, радиотехнической и фоторазведки, грузоперевозок и десантирования. 

## История
Опытный самолёт построен в декабре 1973 года. 
На вооружение начал поступать с 1986 года. 
При создании самолёта широко использовались советские разработки (см. Бе-6).

## Модификации
- en:Harbin PS-5 — противолодочная версия.

## Тактико-технические характеристики
- Длина, м: 38,9
- Высота, м: 9,79
- Размах крыла, м: 36,0
- Площадь крыла, м2: 144,0
- Двигатели: Тип: ТВД WJ-5A (копия АИ-24)
- Мощность, л. с.: 4 х 3150
- Винты: 4-лопастные, изменяемого шага с реверсированием, диаметром 3.8 метра
- Взлётная масса, кг: 45000
- Масса пустого, кг: 25,000 кг в версии для поисково-спасательных операций, 26,500 кг для противолодочной версии
- Масса топлива, кг: 16500
- Максимальная скорость, км/ч: 556
- Крейсерская скорость, км/ч: 450
- Скорость патрулирования, км/ч: 230
- Взлётная скорость (на воде), км/ч: 160
- Посадочная скорость (на воде), км/ч: 92
- Практический потолок, м: 10,250
- Тактический радиус действия, км: 4750
- Разбег (на воде), м: 548
- Пробег (на воде), м: 240
- Нормальная боевая нагрузка, кг: 6000 на 4 точках подвески
- Экипаж: 8 человек

На основе данных Jane's Aircraft Recognition Guide, Jane's All the World's Aircraft 1988-89